# Kazunori Tani
Kazunori Tani (谷 和憲 Tani Kazunori?,  Estados Unidos, 4 de octubre de 1985) es un actor japonés de ascendencia estadounidense, cuya toda su carrera ha sido desarrollada en Japón.

## Biografía
Tani nació el 4 de octubre de 1985 en Estados Unidos, hijo de padre estadounidense y madre japonesa. A la edad de dos años se trasladó junto a su familia a la prefectura de Ibaraki. Comenzó trabajando como actor infantil y fue uno de los veintiséis miembros de Precoci, un grupo de actuación. Su nombre artístico en ese momento era Mike Tani. En 2003, ganó el Grand Prix en la décima sexta edición del Junon Super Boy Contest de la revista Junon y cambió su nombre artístico a Kazunori Tani.

## Filmografía

### Películas
- Hideshi Hino's Occult Detective Club: The Doll Cemetery (2004) como Daisuke Makihara
- Boys Love Gekijōban (2007) como Riku Hanazono
- Koisuru Ketsuekigata

### Televisión
- Ginza Kōkyū Kurabu Mama Aoyama Miyuki 3

### Teatro
- Dear Boys the Musical (2007) como Atsushi Moriyama
- Swing
- Itazura na Kiss: Koi no Mikata no Gakuen Densetsu (2008, Theatre Sun-Mall)
- Hiiro no Kakera the Musical (2008–2009) como Ryō Kutani

### Comerciales
- Kit Kat (2002)
- Coca-Cola (2004)

## Premios
- 2003 Junon Super Boy Contest - Grand Prize